# Nikolaj Nikolaevič Martos
Nikolaj Nikolaevič Martos (in russo Николай Николаевич Мартос?; Poltava, 20 novembre 1858 – Zagabria, 14 ottobre 1933) è stato un generale russo.
Dopo una brillante carriera nell'Esercito Imperiale Russo, ricevette il comando di uno dei corpi d'armata dell'armata del generale Aleksandr Samsonov impegnata all'inizio della prima guerra mondiale nell'invasione della Prussia Orientale.
Ufficiale molto abile, combattivo e rigido fautore della disciplina, esercitò inizialmente con successo il suo comando conseguendo una serie di successi durante la battaglia di Tannenberg e avanzando in profondità in territorio tedesco; tuttavia la disfatta degli altri corpi dell'armata compromise anche la situazione delle sue truppe che furono accerchiate dalla manovra a tenaglia tedesca e in gran parte distrutte durante il tentativo di ritirata. Martos venne fatto prigioniero mentre vagava con una piccola scorta nella foresta.
Dopo la prigionia si unì all'Armata Bianca durante la Guerra civile russa prima di emigrare nel marzo del 1920 nel Regno di Jugoslavia.

## Biografia

### Prima fase della carriera militare
Dopo aver frequentato la scuola dei cadetti di Poltava e la scuola militare Pavlovksoe nel 1877, venne nominato sottotenente nel reggimento della Guardia di Volinia e prese parte alla guerra russo turca del 1877-1878 distinguendosi in alcune battaglie e nell'assedio di Pleven; per il suo brillante servizio ricevette le decorazioni dell'Ordine di San Stanislao e di Santa Anna.
Nel 1883 Nikolaj Martos seguì i corsi dell'accademia di Stato maggiore e subito dopo quindi entrò a far parte, come ufficiale, del corpo di stato maggiore dell'Esercito imperiale russo. Nello stesso anno venne assegnato al Distretto Militare del Caucaso e subito dopo all'ufficio personale della 39ª Divisione di fanteria; nel 1884-1885 invece divenne aiutante nello stato maggiore della 2ª Divisione cosacca del Caucaso e poi della divisione granatieri del Caucaso.
Negli anni seguenti Martos continuò la carriera militare prevalentemente assumendo incarichi di stato maggiore: dal 1890 al 1894 all'interno del Distretto Militare di Odessa e nel periodo 1897-1898 nella 14ª Divisione di cavalleria e nella 13ª Divisione di fanteria. Nel 1900 fece parte del corpo di spedizione russo inviato in Cina per sedare la rivolta dei Boxer e il 31 luglio di quell'anno divenne capo di stato maggiore di un reparto d'avanguardia impegnato nella campagna; dal 9 dicembre 1900 al 2 luglio 1901 invece tornò a far parte del Distretto Militare di Odessa come assistente capo di Stato maggiore e quartiermastro generale. Nel 1902 ricevette la promozione a maggior generale
Nel 1904 fece richiesta di partecipare alla guerra in Estremo Oriente contro il Giappone e venne assegnato alla 2ª Armata della Manciuria, distinguendosi in particolare nella battaglia di Mukden durante la quale era capo di stato maggiore dell'VIII corpo d'armata; per il suo comportamento in azione ricevette la decorazione dell'Ordine di San Stanislao. Dopo la fine della guerra ricevette finalmente il 6 agosto 1905 un incarico di comando assumendo la guida della 15ª Divisione di fanteria fino al dicembre 1907. Dopo la promozione a tenente generale venne trasferito di nuovo in Estremo Oriente come assistente del comandante del Distretto Militare dell'Amur e come comandante generale (Atam) delle formazioni cosacche dell'Amur e dell'Ussuri.
Nel 1911 Martos venne richiamato in occidente e ricevette dal 28 dicembre il comando del XV corpo d'armata dislocato nel Distretto Militare di Varsavia, una delle formazioni più importanti dell'esercito imperiale a diretto contatto con il territorio tedesco; il 3 maggio 1913 venne nuovamente promosso al grado di generale di corpo d'armata.

### Battaglia di Tannenberg
Allo scoppio della prima guerra mondiale, Martos era sempre al comando del XV corpo d'armata nel Distretto Militare di Varsavia; avendo mantenuto la direzione delle sue truppe per quattro anni il generale aveva avuto modo di addestrare accuratamente i suoi reparti che erano quindi adeguatamente preparati e sufficientemente equipaggiati. Il XV corpo, costituito da due divisioni di fanteria al comando dei generali von Torklus e Fitingof, era al completo di effettivi anche se mancava di cavalleria. Martos ricevette dal 31 luglio 1914 gli ordini di mobilitazione e concentrazione e il XV corpo venne assegnato alla 2ª Armata del generale Aleksandr Samsonov che aveva il compito di attaccare dalla linea del Narew in direzione del confine meridionale della Prussia orientale per effettuare una manovra a tenaglia in collaborazione con la 1ª Armata del generale Pavel Karlovič Rennenkampf. Martos e i suoi soldati erano già stanziati in quelle regioni ed erano preparati e pronti alla battaglia.

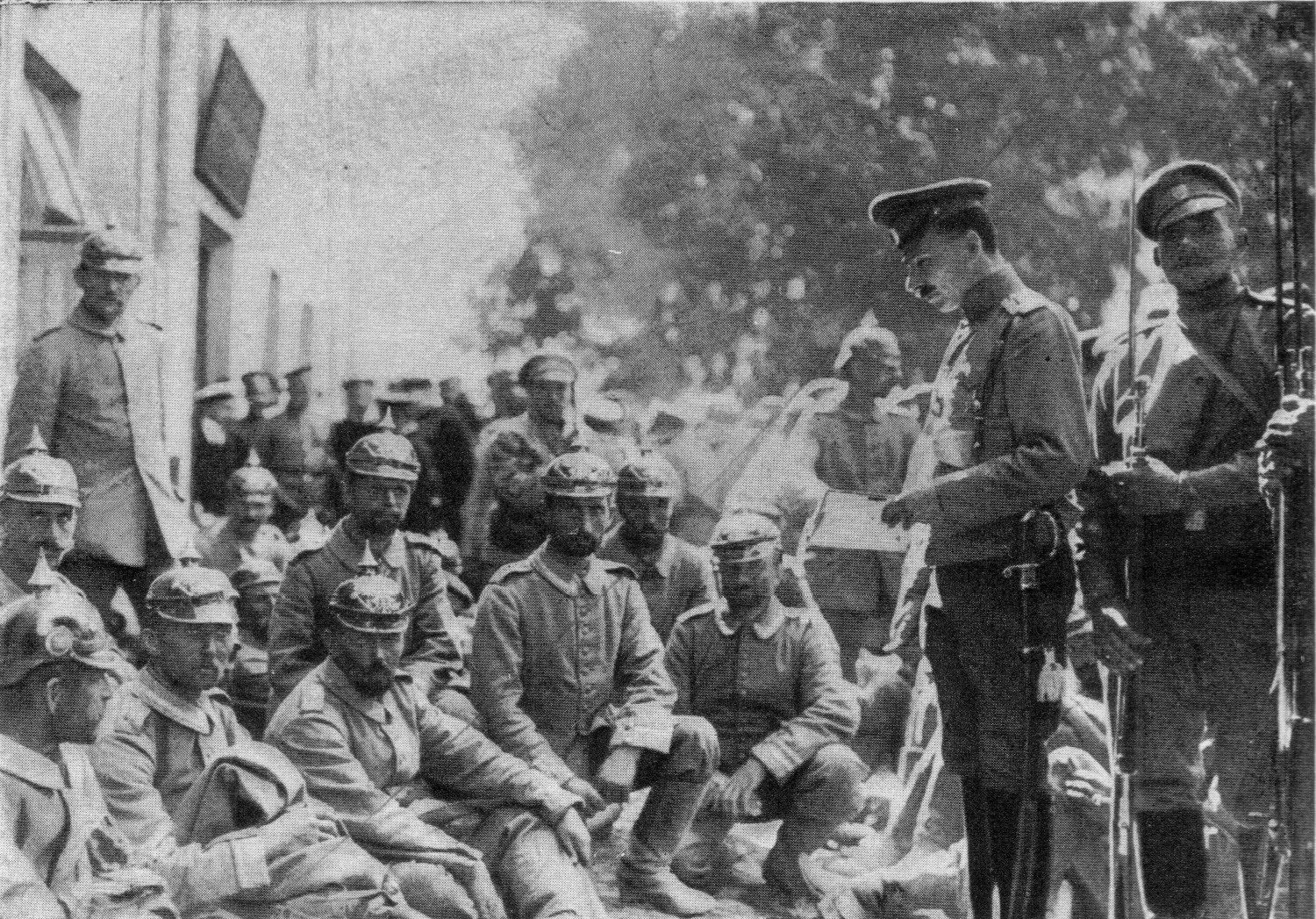
Soldati russi controllano prigionieri tedeschi catturati in Prussia orientale.

La marcia del XV corpo ebbe inizio il 15 agosto e le truppe di Martos attraversarono il confine della Prussia orientale il 20 agosto senza incontrare inizialmente resistenza; i soldati del generale marciavano al centro dello schieramento della 2ª Armata con il XIII corpo alla destra e il I corpo alla sinistra che però erano rimasti più indietro e non potevano supportare efficacemente il XV corpo. Martos entrò in contatto con il nemico il 22 agosto e impegnò subito la battaglia; dopo un violento bombardamento d'artiglieria le sue truppe entrarono a Neidenburg e Soldau, i tedeschi si ritirarono. Martos organizzò il suo posto di comando nella casa dei sindaco di Neidenburg e il giorno seguente riprese subito l'avanzata verso nord-ovest. Il XX corpo d'armata tedesco aveva organizzato una linea difensiva tra i villaggi di Orlau e Frankenau e Martos decise di muovere le sue truppe da Neidenburg e avvicinarsi alle posizioni nemiche prima di attaccare.

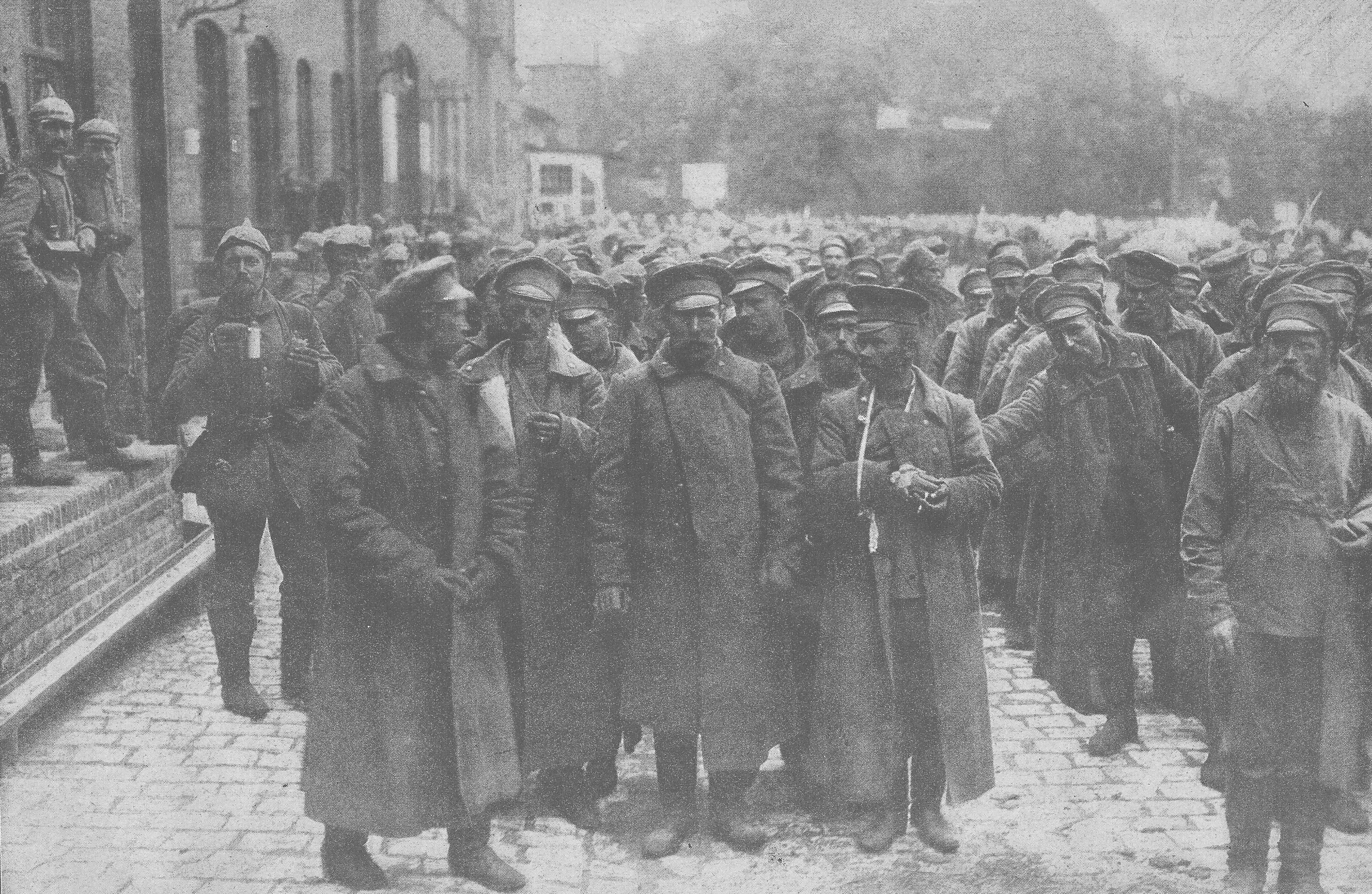
Prigionieri russi catturati nella battaglia di Tannenberg..

La battaglia di Orlau-Frankenau del 24 agosto 1914 fu vinta da Martos dopo duri combattimenti; preceduto dal tiro dell'artiglieria, l'attacco frontale della fanteria del XV corpo d'armata riuscì alla fine a sfondare le linee nemiche e i tedeschi preferirono ripiegare ordinatamente su una nuova posizione più arretrata. Martos proseguì ancora l'avanzata verso nord nonostante le crescenti difficoltà dovute al terreno boscoso e alla mancanza di adeguati collegamenti con le retrovie e con il XIII corpo d'armata schierato alla sua destra. Il generale stabilì il suo quartier generale a Nadrau e attaccò la nuova linea difensiva tedesca tra Mühlen e Tannenberg dove dal 26 agosto si svolsero duri e incerti combattimenti. Martos mise in difficoltà il nemico ma non riuscì a sfondare al centro mentre contemporaneamente la situazione complessiva dell'armata russa diveniva sempre più difficile. Il generale continuò ad attaccare per due giorni e riuscì anche a respingere con pesanti perdite un contrattacco tedesco a Waplitz, ma nel frattempo, a causa del cedimento delle due ali della 2ª Armata a Soldau e Bischofsburg, le sue forze, insieme al XIII corpo d'armata si ritrovarono sempre più isolate al centro dello schieramento nemico. Il generale Samsonov raggiunse il 28 agosto il quartier generale del XV corpo d'armata a Nadrau dove Martos affermò fermamente che, nonostante i successi locali delle sue truppe, era assolutamente necessario ripiegare subito per evitare l'accerchiamento; le sue forze erano ormai stanche e logorate dai continui combattimenti.
Il generale Samsonov il 29 agosto ordinò finalmente la ritirata e decise di inviare Martos con una piccola scorta a Neidenburg per assumere il comando in quel settore con le forze che avrebbero dovuto concentrarsi dopo la ritirata. Martos quindi lasciò le sue truppe del XV corpo e partì per Neidenburg ma la situazione dell'armata russa era già compromessa; i tedeschi avevano chiuso l'accerchiamento alle sue spalle. Martos si trovò ben presto isolato nei boschi di Grünfliess con pochi aiutanti e cosacchi rischiando più volte di incappare nelle forze tedesche che stavano rastrellando la sacca. Il 30 agosto gran parte dei cosacchi di scorta fuggirono, il capo di stato maggiore Maciagovskij fu ucciso e Martos, rimasto senza viveri con un ufficiale e due cosacchi, venne infine individuato nei boschi dalle pattuglie tedesche e catturato.
Dopo la cattura Martos venne trasferito a Osterode dove incontrò prima il generale Erich Ludendorff che tenne un comportamento sarcastico e umiliante nei suoi confronti sbandierando la grande vittoria tedesca, e quindi il generale Paul von Hindenburg che invece si dimostrò signorile e cavalleresco e cercò di confortare il generale russo prigioniero. La battaglia di Tannenberg si concluse il 31 agosto con la disfatta russa; Martos era stato l'unico generale russo ad ottenere dei successi ma alla fine gran parte del XV corpo d'armata accerchiato venne distrutto nella sacca.

### Guerra e rivoluzione
Martos rimase in prigionia fino al 1917 prima nei campi di Bad Kalern e Blankenburg nei pressi di Berlino e quindi nella fortezza di Küstrin; dopo la fine della guerra sul fronte orientale venne infine rilasciato e trasferito per le sue precarie condizioni di salute prima nell'ospedale di Mtsensk e quindi a Mosca da dove nell'agosto 1918 venne autorizzato dal governo boscevico che aveva assunto il potere in Russia dopo la Rivoluzione d'ottobre a trasferirsi a Kiev.
In Ucraina venne inizialmente posto agli arresti dal capo del autorità nazionalista locale Pavel Petrovič Skoropadskij con l'accusa di collaborazionismo con i boscevichi, ma fu presto rilasciato e si recò a Sebastopoli dove entrò a far parte dell'Armata Bianca costituità nella Russia meridionale per combattere contro il governo boscevico. Nel 1919 assunse incarichi di comando amministrativi all'interno dell'Armata bianca volontaria del generale Anton Denikin fino alla sconfitta finale; nel marzo 1920 lasciò la Russia da Novorossijsk e si trasferì prima a Salonicco e poi in Jugoslavia dove entrò dell'esercito jugoslavo come ufficiale del dipartimento militare di Zagabria.
Martos morì esule a Zagabria il 14 ottobre 1933 e fu sepolto con gli onori militari nel cimitero ortodosso di quella città.
Ufficiale esigente, meticoloso, rigido fautore della disciplina, Nikolaj Martos fu un comandante energico e preparato, fortemente combattivo e dotato di qualità strategiche e tattiche; descritto dai contemporanei come fisicamente agile e molto battagliero, fu durante la prima fase della campagna sul fronte orientale uno dei pochi generali russi veramente capaci, ottenendo continue vittorie locali con il suo corpo d'armata pur senza poter influire sull'esito finale della battaglia di Tannenberg a causa soprattutto degli errori dei comandi superiori russi.